# Nessun dorma (programma televisivo)
Nessun dorma è un programma televisivo italiano, in onda su Rai 5, condotto da Massimo Bernardini.

## Descrizione
Il programma analizza diversi generi musicali, anche poco conosciuti dal grande pubblico, attraverso l'intervista di diversi artisti e la riproduzione di filmati storici contenuti nell'archivio della Rai. Il pubblico presente in studio è formato da studenti del conservatorio o di altre scuole di musica della città meneghina e, in alcune occasioni, alcuni spettatori vengono invitati a esibirsi assieme all'ospite.
Resident band della trasmissione sono i Night Dreamers, formazione torinese che ha negli anni diversi arrangiamenti, omaggiando gli ospiti presenti in studio o approfondendo le tematiche analizzate nelle puntate.